# The Voice 2
『The Voice 2』（ザボイスツー）は、2012年8月8日にavex traxから発売された4作目の河村隆一のカバー・アルバム。規格品番：HQCD+DVD　YICQ-10238/B（初回盤）YICQ-10239（通常盤）

## 概要
ソロ活動15周年を飾る、女性J-POPアーティストのバラードヒット曲を中心に、自身の初CD化楽曲も加えて選曲されたカバー・アルバム。

## 収録曲

### 【HQCD/CD】
1. 手紙 〜拝啓 十五の君へ〜（アンジェラ・アキ）
2. in the sky（工藤静香）
3. なごり雪（イルカ）
4. リフレインが叫んでる（松任谷由実）
5. 空と君のあいだに（中島みゆき）
6. Hello, Again〜昔からある場所〜（My Little Lover）
7. こわれそうなこの夜に　※初音源化 オリジナル曲
8. 帰りたくなったよ（いきものがかり）
9. 明日のために（上木彩矢）
10. Searching for the light（河村隆一 with 銀河英雄伝説 Choir)

### 【DVD】初回盤のみ
1. Searching for the light（VIDEO CLIP）